# Blackburn Ripon
Блекберн Райпон (англ. Blackburn Ripon) — британский разедывательный самолёт, легкий бомбардировщик и торпедоносец. В варианте на поплавках строился по лицензии и применялся в финскими ВВС в годы второй мировой войны. Создан в КБ фирмы «Блэкберн эйрплейн энд мотор компани» под руководством Ф. Бампаса. Первоначально разрабатывался в качестве палубного разведчика-бомбардировщика и торпедоносца на базе конструкции более ранней машины той же компании Blackburn Velos. Опытный самолёт под маркировкой Blackburn T.5 совершил первый полет 17 апреля 1926 года. Второй опытный экземпляр установили на деревянные поплавки и в этом виде самолёт первые взлетел в воздух 12 августа 1926 года. Серийное производство развернули на заводе «Блэкберн» в Бру в 1928 году. Всего до января 1934 года построено 92 экз.
В сентябре 1929 года в Финляндию отправили образец экспортной модификации под названием Ripon IIF. В 1931 году её запустили в производство на заводе «Валтион лентоконетехдас» (VL) в Тампере. Там до конца 1934 года изготовили 25 самолётов со сменными шасси: колеса, лыжи или два поплавка.
Самолёт представлял собой одномоторный биплан смешанной конструкции, с полотняной обшивкой. С Серийные машины комплектовались как колесным, так и поплавковым шасси (с металлическими поплавками, в отличие от опытного экземпляра). Машины финского производства отличались уменьшенной высотой вертикального оперения и фанерной обшивкой задней части фюзеляжа и не имели торпедной подвески.

## Модификации
Mk.lсерийная модификация
Mk.llсамолёт с улучшенной аэродинамикой (1929 год)
Mk.llAсамолёт с уменьшенной площадью крыла и изменениями в конструкции (1930 год)
Mk.llCсамолёт со стальными лонжеронами и небольшой стреловидностью крыльев (1931 год)
Mk.llFэкспортный вариант самолёта со звездообразным двигателем Bristol Jupiter — поставлялись в Финляндию в 1929 году. 9 самолётов участвовало в советско-финской войне 1940 года.